# 盖伊·贝克
盖伊·贝克（英語：Guy Baker，？—），美国水球运动员、教练。他曾带领美国女子国家队参加2000年、2004年和2008年夏季奥林匹克运动会，结果队伍获得二枚银牌和一枚铜牌。